# Війна Пакіша
Війна Пакіша — короткотривалий прикордонний конфлікт між Перу і Еквадором, що відбувся в 1981 році. Один з трьох озброєних конфліктів між цими країнами в XX столітті.
Як і попередня перуансько-еквадорська війна 1941 року, конфлікт розгорівся через спірну територію на кордоні двох країн. Безпосередньою причиною послужило встановлення Еквадором трьох прикордонних постів на східних схилах гірського ланцюга Кордильєра-дель-Кондор, тобто на території, приналежність якого оскаржувалася Перу. Пости носили назви Пакіша (Paquisha), Майаіку (Mayaicu) і Мачіназа (Machinaza). Пост Пакіша дав назву всьому конфлікту.
Перуанська сторона виявила присутність еквадорських військовослужбовців на цій території 22 січня 1981 року, коли відправлений на розвідку вертоліт Мі-8 зазнав обстрілу з землі. 28 січня перуанська армія почала операцію по витісненні еквадорців з «помилкових» постів. Висадивши вертолітні десанти (ймовірно, вперше в історії Латинської Америки), сили Перу швидко вибили противника з усіх трьох постів. Один з них потім відвідав президент Перу Белаунде Террі, який продемонстрував журналістам трофейну зброю. Вже 2 лютого на засіданні Організації американських держав було оголошено про припинення вогню. 19 лютого еквадорська сторона спробувала зробити наступ у спірному районі, яке було відбито. На цьому бойові дії закінчилися.
В ході війни обидві сторони активно використовували авіацію; ВПС Перу вчинили 107 бойових вильотів, ВПС Еквадору — 179. Було відзначено два повітряних бої. В одному випадку з обох сторін брала участь пара штурмовиків A-37, в іншому еквадорські винищувачі «Міраж» F-1 перехопили декілька перуанських Су-22, проте випущена ракета пройшла мимо цілі.
Втрати сторін були незначними; за офіційними даними, вони склали 12 загиблих у перуанців і 16 у еквадорців. У боях 19 лютого був збитий перуанський вертоліт Мі-8, інших втрат авіатехніки в ході конфлікту не зафіксовано.
Незважаючи на військову перемогу Перу, територіальний спір між країнами залишався невирішеним, і в 1995 році вилився у чергову війну.